# ジェームズ・ファレンティノ
ジェームズ・ファレンティノ（James Farentino、1938年2月24日 - 2012年1月24日）は、アメリカ合衆国の俳優。
ニューヨーク・ブルックリン区出身。イタリア系アメリカ人。アメリカン・アカデミー・オブ・ドラマティック・アーツに学び、1961年にブロードウェイデビュー。主にテレビドラマを中心に活動した。1967年、映画『The Pad and How to Use It』で第24回ゴールデングローブ賞新人男優賞を受賞した。
私生活では4回結婚している。エリザベス・アシュレー、ミシェル・リー、デブラ・ファレンティノと皆女優である。
2012年1月24日、心不全のため死去、73歳。

## 主な出演作品

### 映画
- ミスタア・パルバー Ensign Pulver (1964)
- 大将軍 The War Lord (1965)
- The Pad and How to Use It (1966)
- 縛り首の三人 The Ride to Hangman's Tree (1967)
- 夜の誘惑 Banning (1967)
- ナタリーの朝 Me, Natalie (1969)
- 哀愁のストックホルム Storia di una donna (1970)
- 大統領のスキャンダル Vanished (1971) テレビ映画
- 恐怖のエレベーター/高層ビルパニック The Elevator (1974) テレビ映画
- ブルー・ファイア The Possessed (1977)
- ファイナル・カウントダウン The Final Countdown (1980)
- ゾンゲリア Dead & Buried (1981)
- ライセンス・トゥ・キル 殺しのライセンス License to Kill (1984) テレビ映画
- 彼女のアリバイ Her Alibi (1989)
- ダーティ・ボーイズ Bulletproof (1996)
- マーダー・イン・ザ・ミラー/夫の素顔 Murder in the Mirror (2000) テレビ映画
- ウーマン・オブ・ザ・ナイト Women of the Night (2001)

### テレビドラマ
- ヒッチコック劇場 The Alfred Hitchcock Hour (1962 - 1965)
- 逃亡者(1967) 「護送」(レーフ・カーター)
- Insight (1965 - 1981)
- バージニアン The Virginian (1966 - 1970)
- The Bold Ones: The Lawyers (1969 - 1972)
- 四次元への招待 Night Gallery (1971 - 1972)
- Cool Million (1972)
- ポリス・ストーリー Police Story (1973 - 1978)
- ナザレのイエス Jesus of Nazareth / Gesù di Nazareth (1977) テレビミニシリーズ
- ダイナスティ Dynasty (1981 - 1982)
- ブルーサンダー Blue Thunder (1984)
- 愛と復讐のヒロイン Sins (1986) テレビミニシリーズ
- Julie (1992)
- ER緊急救命室 ER (1996)
- メルローズ・プレイス Melrose Place (1998)